# ФК Трећи округ ТВЕ
ФК Трећи округ (мађ. III Keruleti TVE Futball Club Obuda) је мађарски фудбалски клуб. Налази се Будимпештанском округу Обуда. Боје клуба су плаво-беле.

## Историја
Клуб је основан 24. јануар 1887. године и сада игра у трећој мађарској дивизији (NBIII).
Један од значајнијих датума у историји клуба је сезона 1930/31 када је овај тим играо у финалу мађарског купа против ФК Ференцвароша и победио са 4:1.
У новије време највећи успех клуба је везан 1996. годину и за сезону 1996/97 када је опет заиграо у првој мађарској дивизији. Исте сезоне је испао из лиге али се већ 1998/99 опет вратио у лигу, тај повратак је опет трајао само једну сезону. 
Двехиљадите године ФК Трећи округ ТВЕ се ујединио са ФК Чепелом и први тим је био пресељен на острво Чепел. Следеће две године клуб је играо под именом ФК Чепел (Csepel SC). Омладински тим клуба је за све то време остао на матичном стадиону и играо под оригиналним старим именом у Обуди. 
Фудбалски део спортског друштва Чепел је после сезоне 2001/02 расформиран и тек је 2003. године први тим враћен у живот тада под именом ФК Трећи округ ТУЕ (III. Kerületi TUE) враћен у 3 округ Будимпеште у Обуду. Овај тим је сада морао да крене од Четврте мађарске дивизије, коју је клуб освојио непоражен и пласирао се у Трећу мађарску фудбалску дивизију.